# LSB Riga
Der Latvijas Sporta biedrība Rīga (deutsch: Lettischer Sportverein Riga, kurz LSB Riga) war ein lettischer Sportverein aus Riga, welcher von 1891 bis 1944 existierte. Die 1913 gegründete Fußballabteilung des Vereins spielte sechs Jahre in der Virslīga, der höchsten lettischen Spielklasse.

## Geschichte
Der Verein wurde im Jahr 1891 als Riteņbraucēju biedrība Rīga (deutsch: Radfahrverein Riga) gegründet und galt als einer der ersten von Letten gegründeten Sportvereine. In den ersten Jahren seines Bestehens lag der Schwerpunkt des Vereins auf dem Radsport. Die Fußballabteilung des Vereins wurde 1913 gegründet und spielte ab 1915 in der Rigaer Fußballliga. (Rīgas futbola līgā) Im Jahr 1921 wurde der Verein nach der Lettischen Unabhängigkeitserklärung in Latvijas Sporta biedrība Rīga (deutsch: Lettischer Sportverein Riga, kurz LSB Riga) umbenannt. Die Mannschaft spielte in den ersten Jahren auf der A-Klassen-Ebene in der Rigaer Liga, mit durchschnittlichen Ergebnissen. Der bemerkenswerteste Spieler der Mannschaft in dieser Zeit war der Torwart Ādolfs Greble, einer der besten lettischen Fußballer auf seiner Position in den 1920er Jahren, und Mitglied der lettischen Nationalmannschaft. LSB wurde im Sommer 1926 zu einem viel stärkeren Team, als sich aufgrund von Meinungsverschiedenheiten der damals sehr starke JKS Riga auflöste und etwa die Hälfte seiner A-Klasse-Mannschaft sich LSB anschloss. In diesem Jahr wurde LSB Gewinner des Riga Cups, dass im Finale des Pokals sieben Spieler einsetzte die zuvor Teil von JKS waren. Mit der Gründung der Virslīga wurde LSB Riga 1927 in diese aufgenommen, in der er für die folgenden sechs Jahre verblieb.
Ende der 1920er Jahre begann der Niedergang und die LSB-Fußballmannschaft wurde schnell zum Außenseiter in der Virslīga. Bereits 1929 lag LSB auf dem letzten Platz der Virslīga, konnte jedoch durch die Aufstockung der Liga um zwei weitere Mannschaften den Abstieg vermeiden. Auch in der Virslīga mit sieben Mannschaften im Jahr 1930 war LSB letzter, um seinen Platz zu behalten, musste das Team mit der A-Klasse-Mannschaft des Cēsa SB in der Relegation spielen, die LSB gewann und in der Liga verblieb. 1931 war ein gutes Jahr für die Mannschaft – als ein fünfter Platz in der ersten Liga heraussprang, mit überraschenden Ergebnissen gegen die führenden Mannschaften Lettlands. Ein Jahr später war LSB erneut Letzter in der Virsliga, und dieses Mal gab es kein Entrinnen – sie mussten nach dem Abstieg in der 1. Liga weiterspielen. Die Aufgabe, in die Virslīga zurückzukehren, war nicht einfach. Die ersten Jahre in der zweitklassigen 1. Liga waren für den LSB schwierig, man schaffte es nicht einmal unter die ersten drei, doch 1936 lief schließlich alles nahezu optimal zusammen. Nach langer Zeit hatte LSB endlich wieder einen guten Torhüter mit Herberts Briedis. Um die Mannschaft zusammenzuhalten, wurde Česlavs Stančiks rekrutiert, der sich zuvor Fußballspieler zurückzogen hatte. LSB war im Kampf um den Meistertitel ein klarer Favorit, erlitt jedoch im entscheidenden Spiel eine unerwartete Niederlage gegen LJ Jelgava.
In den verbleibenden Jahren der Unabhängigkeit Lettlands vor dem Zweiten Weltkrieg belegte die Mannschaft nicht mehr die führenden Plätze in der 1. Liga. Mit der sowjetischen Besatzung wurde der Spielbetrieb 1940 eingestellt, während der deutschen Besatzung 1941 wurde er wieder aufgenommen, aber selbst während der Kriegsjahre spielte er in den unteren Ligen von Riga und erzielte keinen nennenswerten Erfolg. Nach dem erneuten Wechsel der Besatzung, wurde der Verein 1944 aufgelöst.

## Bilanz
Die Tabelle zeigt das sportliche Abschneiden von LSB Riga in der Virslīga.
| Saison | Liga (Ebene) | Platz | Spiele | S | U | N | Tore  | Diff. | Pkt. | Bemerkung |
| ------ | ------------ | ----- | ------ | - | - | - | ----- | ----- | ---- | --------- |
| 1927   | Virslīga (I) | 3.    | 6      | 2 | 1 | 3 | 12:9  | 0+3   | 5    |           |
| 1928   | Virslīga (I) | 3.    | 8      | 2 | 3 | 3 | 13:17 | 0−4   | 7    |           |
| 1929   | Virslīga (I) | 5.    | 8      | 1 | 0 | 7 | 6:34  | −28   | 2    |           |
| 1930   | Virslīga (I) | 7.    | 12     | 2 | 1 | 9 | 10:37 | −27   | 5    |           |
| 1931   | Virslīga (I) | 5.    | 14     | 5 | 4 | 5 | 19:22 | 0−3   | 14   |           |
| 1932   | Virslīga (I) | 8.    | 14     | 2 | 3 | 9 | 14:40 | −26   | 7    | Abstieg   |

## Ehemalige Spieler
- Edmunds Āboliņš
- Aleksejs Andrejevs
- Pēteris Ātrens
- Reinholds Beķeris
- Herberts Bērtulsons
- Kārlis Bone
- Miķelis Bormanis
- Alfrēds Brašmanis
- Herberts Briedis
- Aleksandrs Bubnovičs
- Harijs Cerbulis
- Harijs Fogels
- Romans Freibergs
- Wilhelm Fricke
- Indriķis Gedgovds
- Arvīds Graupners
- Ādolfs Greble
- Augusts Greble
- Mārtiņš Grundmanis
- Arnolds Heilmanis
- Andrejs Jesens
- Nikolajs Kabuls
- Reinholds Kalējs
- Alfrēds Kampe
- Teodors Kratovskis
- Rūdolfs Kundrāts
- Alfrēds Lazdiņš
- Alberts Leikarts
- Jānis Lidmanis
- Voldemārs Liepa
- Jūlijs Lindenbergs
- Raimonds Neimanis
- Kārlis Osis
- Augusts Ozols
- Alfrēds Plade
- Teodors Plade
- Artēmijs Podnieks
- Aleksejs Purkalns
- Reinholds Robats
- Hugo Rozenbergs
- Kārlis Rozentāls
- Arnolds Rubenis
- Jacobus Scharpff
- Jānis Skuja
- Česlavs Stančiks
- Kurts Strazdiņš
- Voldemārs Štūls
- Vladimirs Svistuņenko
- Valters Tīdemanis
- Tautmīlis Ūdris
- Arvīds Vanags
- Alberts Vaters
- Eduards Veinbergs
- Fēlikss Zandbergs
- Kārlis Zvirgzdiņš